# 鈴木券太郎
鈴木 券太郎（すずき けんたろう、文久2年12月〈1863年〉 - 1939年〈昭和14年〉3月14日）は、明治から大正・昭和にかけて非常に著名だった国権主義的なジャーナリスト、教育者。号は醇庵。他に乳水陳人、毛山狂生など。

## 経歴
備中国生まれ。1879年（明治12年）4月7日に上京し、慶應義塾に入学（『慶應義塾入社張』第二巻）。その後「大阪日報」に入り、1882年（明治15年）に自由民権運動に参加し、「嚶鳴雑誌」の幹事となり、「東京横浜毎日新聞」を経て、同年に「日本立憲政党新聞」に転じた。1885年（明治18年）、1892年（明治25年）と二度にわたって「山陽新報」主筆を務める。『欧化主義ヲ貫カザル可ラズ』は第一回目主筆時代の論説である。小松原英太郎退社後、万代義勝、大江考之、永田一二、江口高邦、福井彦次郎と続いたのちの7代目主筆。
1887年（明治20年）10月の退社後は政教社に入り、『日本人』『亜細亜』等に執筆、のち「日本新聞社」の記者として活躍。1892年（明治25年）に「山陽新報」へ再び入社し二度目の主筆。1906年（明治39年）6月から1907年（明治40年）12月まで徳島県立徳島中学校校長、1907年（明治40年）12月3日から1909年（明治42年）10月まで佐賀県立佐賀中学校校長。政教社では『亜細亜人』という有名な論陣を張り、「興亜策」を唱えた。その後中央報徳会の機関紙『斯民』に連載、「遠江国報徳社」「大日本報徳社」とも関係を持ったというが詳細は分かっていない。明治43年慶應義塾特選塾員。大阪府立天王寺中学校長も務めた。

## 著作
- 『やまと経済学』
- 『貨幣論綱』
- 『日本婚姻法論略』
- 『亜細亜人』
- 『日本親族相続法義解』
- 『犯罪論乃女性犯人』
- 『人種体質論及日本風土』